# Gottfried Schlüter (Theologe)
Gottfried Schlüter (auch: Sluterus; * 22. September 1605 in Göttingen; † 26. März 1666 in Leipzig) war ein deutscher Logiker und lutherischer Theologe.

## Leben
Der Sohn des damaligen Göttinger Superintendenten Gottfried Schlüter der Ältere (1567–1637) und dessen Frau Anna von Dransfeld besuchte die Stadtschule in Oldenburg bis zu seinem siebzehnten Lebensjahr. 1622 kehrte er nach Göttingen zurück, wo er zwei weitere Jahre die Schule besuchte. 1624 kehrte er nach Oldenburg zurück, wo er sich eine langwierige Krankheit zuzog. Nach seiner Genesung ging er Ostern 1627 zur Universität Leipzig, wohnte dort bei seinem Schwager Johann Friedrichs und hörte neben dessen Vorlesungen auch jene von Philipp Müller.
Er studierte die ganze Physika des Aristoteles und Ethik. Nachdem er einige Disputationen abgehalten hatte, wurde er 1627 Baccalaureus der philosophischen Wissenschaften. 1628 wechselte er an die Universität Jena und nachfolgend an die Universität Wittenberg. Ende 1629 kehrte er nach Leipzig zurück, wurde 1630 Magister der Philosophie und absolvierte bei Heinrich Höpfner ein theologisches Studium. Der Dreißigjährige Krieg und Krankheiten nötigten ihn, 1632 nach Oldenburg zurückzukehren.
1633 unternahm er eine Bildungsreise, die ihn an die Universität Köln und die Universität Leiden führte. 1634 bereiste er England. Er machte sich mit der Universität Oxford und der Universität Cambridge vertraut sowie mit London. Von dort ging er nach Frankreich an die Sorbonne in Paris und gelangte über Antwerpen, Brüssel und Leiden nach Oldenburg zurück. Dort blieb er, bis er 1638 wieder nach Leipzig ging. Er war zwischenzeitlich dort Hauslehrer. 1640 wurde er als Baccalaureus an die theologische Fakultät aufgenommen und 1641 wurde er als Assessor an der philosophischen Fakultät in den Leipziger Hochschullehrkörper aufgenommen.
1644 übertrug man ihm die Professur für Dialektische Logik. Damit verbunden bekam er ein Kollegiat am großen Fürstenkollegium. Am 6. November 1645 wurde er Lizentiat der Theologie und 1651 Professor der Logik nach Aristoteles (Logicae organi Aristotelici). In seiner Zeit als Hochschullehrer beteiligte sich Schlüter auch an den organisatorischen Aufgaben der Leipziger Hochschule. So war er 1651 und 1664 Prokanzler der philosophischen Fakultät sowie 1661, 1663 und 1665 Dekan der philosophischen Fakultät. In den Sommersemestern 1649 und 1657 war er Rektor der Alma Mater.
Seine 1651 geschlossene Ehe mit Dorothea Elisabeth († 14. August 1664 in Leipzig), der ältesten Tochter des Juristen, Ratsmeisters und Pfänners in Halle Johann Schäffer, blieb kinderlos.
Er wurde am 29. März in der Leipziger Paulinerkirche beigesetzt.

## Werke (Auswahl)
- Dissertatio De Actionibus Moralibus In Genere. Leipzig 1671
- Periculum Philosophicum In Angelorum Consideratione Factum. Leipzig 1654
- Disputatio Philosophica De Viris. Wittenberg 1629
- Comment. Analyt. Super organum Aristotel.